# Hermann Kalb

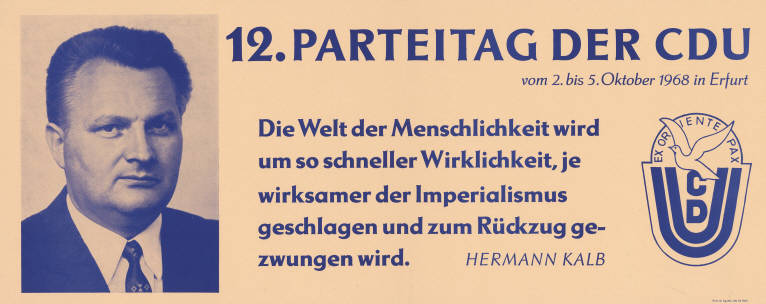
Kandidatenplakat zum 12. Parteitag der CDU in Erfurt 1968

Hermann Kalb (* 20. Oktober 1924 in Jena; † 25. Februar 2011 in Berlin-Steglitz) war ein Politiker der DDR der Blockpartei CDU der DDR an. Er war langjähriger Abgeordneter der Volkskammer und Staatssekretär.

## Leben
Der Sohn eines Angestellten leistete nach dem Besuch der Volks- und Oberrealschule in Jena und Frankfurt am Main von 1941 bis 1945 Kriegsdienst in der Wehrmacht (letzter Dienstgrad Leutnant).
1946 absolvierte er ein Studium der Rechtswissenschaften an der Friedrich-Schiller-Universität Jena und wurde im selben Jahr Mitglied der CDU. Von 1947 bis 1949 war er Sekretär und Vorsitzender des CDU-Kreisvorstandes Meiningen. Von 1948 bis 1950 war er Kreisrat und stellvertretender Landrat des Kreises Meiningen. 1949 wurde er Mitglied des FDGB und 1950 Mitglied der Gesellschaft für Deutsch-Sowjetische Freundschaft. Von 1950 bis 1952 war er CDU-Landessekretär in Thüringen und gleichzeitig Abgeordneter des Thüringer Landtags. Von 1950 bis März 1990 war er vierzig Jahre lang Mitglied der Volkskammer und somit zuletzt einer der dienstältesten Abgeordneten. Von 1952 bis 1961 war er Vorsitzender des CDU-Bezirksverbandes Erfurt und von 1952 bis 1954 Abgeordneter des Bezirkstages Erfurt. 1952 wurde er Mitglied des CDU-Hauptvorstandes und war von 1960 bis 1989 Mitglied des Präsidiums des CDU-Hauptvorstandes. Kalb war von 1961 bis 1971 auch Chefredakteur des CDU-Zentralorgans Neue Zeit und von 1961 bis 1970 Mitglied des Präsidiums des Verbandes der Journalisten der DDR (VDJ). Von 1971 bis Oktober 1982 war er Sekretär des CDU-Hauptvorstandes. 1977 bis 1989 arbeitete er als Stellvertreter des Staatssekretärs für Kirchenfragen und vom 1. Januar bis 30. September 1990 als Staatssekretär und Leiter des Amts für Kirchenfragen.

## Auszeichnungen in der DDR
- 1956 Vaterländischer Verdienstorden in Bronze, 1964 in Silber und 1977 in Gold
- 1958 Ehrennadel der CDU
- 1969 Orden Banner der Arbeit
- 1984 Ehrenspange zum Vaterländischen Verdienstorden in Gold
- 1989 Orden Banner der Arbeit Stufe I